# Galleria Raffaella Cortese
Galleria Raffaella Cortese è una galleria d'arte contemporanea fondata da Raffaella Cortese nel 1995, a Milano. Dispone di quattro spazi espositivi: tre in via A. Stradella 7, 1 e 4 in zona Città Studi a Milano e uno in via C. Colombo 54 ad Albisola Superiore, in Liguria. Questa particolare spazialità diffusa nel territorio non solo permette agli artisti di interagire con contesti diversi nel pensare alle mostre e nel presentare le opere, ma è anche un’occasione unica per promuovere il dialogo e il confronto tra artisti di generazioni e origini differenti, nonché per intrecciarsi con il contesto in cui si inserisce, innestandosi con esso per portare un forte contributo culturale.

## Artisti
La galleria rappresenta trenta artisti, nazionali e internazionali, che operano attraverso una grande varietà di mezzi espressivi: dalla fotografia alla pittura, dal disegno all’acquerello, dal video alla scultura, dall’installazione alla performance. 
- Nazgol Ansarinia
- Francesco Arena
- Silvia Bächli
- Miroslaw Balka
- Yael Bartana
- Karla Black
- Barbara Bloom
- Monica Bonvicini
- Alejandro Cesarco
- Keren Cytter
- Michael Fliri
- Simone Forti
- Jitka Hanzlová
- Edi Hila
- Roni Horn
- Joan Jonas
- William E. Jones
- Kimsooja
- Zoe Leonard
- Anna Maria Maiolino
- Marcello Maloberti
- Ana Mendieta
- Helen Mirra
- Mathilde Rosier
- Martha Rosler
- Kiki Smith
- Jessica Stockholder
- Allyson Strafella
- Franco Vimercati
- T. J. Wilcox

## Storia: dal 1995 a oggi
Nel maggio del 1995 Galleria Raffaella Cortese apre nella sua prima sede milanese, in via Farneti 10, una mostra dedicata alla fotografia concettuale dell’artista italiano Franco Vimercati. La fotografia ha avuto un ruolo centrale nel programma espositivo soprattutto durante i primi anni di attività, quando la galleria ha partecipato attivamente al dibattito, ancora in corso in quegli anni in Italia, sul riconoscimento della fotografia concettuale in quanto mezzo espressivo alla pari della pittura e della scultura. 
Fino al 2002, la galleria presenta esclusivamente mostre personali ed è la prima a portare in Italia artiste americane oggi internazionalmente riconosciute, come Roni Horn (nel 1997) e Barbara Bloom (nel 1998). Nel 1998 espande lo spazio espositivo con una project room nello stesso edificio. In questo primo ampliamento presenta una programmazione regolare che si accosta a quella proposta nella sede principale, attraverso progetti speciali di carattere sperimentale, per esempio installazioni sonore e site-specific. 
Le nuove mostre dei primi anni Duemila – di Jitka Hanzlová (nel 2000), di Kiki Smith e Zoe Leonard (nel 2001) e di Kimsooja (nel 2005) – confermano uno sguardo attento verso l’opera di artiste donne, che oggi sono 21 su un totale di 30 artisti. Questa prevalenza è stata definita nel tempo da una naturale propensione per l’arte al femminile da parte di Raffaella Cortese, che ha sempre però affermato di scegliere l’opera e non il genere: le collaborazioni solide e durature con Marcello Maloberti e Miroslaw Balka, per esempio, hanno avuto inizio fin dai primi anni di attività. 
Nel 2003 Galleria Raffaella Cortese si trasferisce nella sua attuale sede, uno spazio in via Stradella 7, sempre in Città Studi, adatto ad accogliere progetti più ampi e installazioni ambientali. Allo spazio espositivo principale, che ospita anche gli uffici e un deposito adiacente, si aggiungono nel 2012 e nel 2014 le altre due sedi della galleria, che attraverso le ampie vetrate si affacciano sulla stessa via Stradella al civico 1 e 4. 
Dal 2005 il programma della galleria coinvolge sempre più artisti che privilegiano media time-based, come la performance e il video: T. J. Wilcox (dal 2005), Michael Fliri e Yael Bartana (dal 2008), Mathilde Rosier (dal 2009), Anna Maria Maiolino (dal 2010), William E. Jones e Joan Jonas (dal 2010), Martha Rosler e Keren Cytter (dal 2011), Ana Mendieta (dal 2013). 
Il programma costruito nel tempo è trasversale, trans-generazionale e internazionale, ma ha sempre incluso artisti di origini italiane, molti di loro con una presenza consolidata all’estero: le collaborazioni nate negli ultimi anni sono, per esempio, con Francesco Arena (dal 2015) e Monica Bonvicini (dal 2017) e Simone Forti (dal 2018). 
Nel 2020 Galleria Raffaella Cortese presenta la sua nuova identità visiva, disegnata dallo studio grafico LeftLoft. Con l’introduzione del nuovo logo e dell’emblema “grc”, sceglie un logo, “still a place”, che sottolinea l’importanza imprescindibile della galleria come luogo di sperimentazione dell’arte e spazio da vivere e frequentare. All’interno del sito rinnovato, consolida in parallelo la sua presenza online aprendo la Viewing Room, una nuova sezione permanente che offre tour digitali delle mostre in corso degli artisti, sia in galleria sia istituzionali, e approfondimenti sulla loro pratica tramite la condivisione di contenuti video e immagini, testi critici, citazioni e interviste. 
Nel 2022 viene inaugurato un nuovo spazio ad Albisola Superiore (SV), in Liguria. A due passi dal mare, affacciata su uno dei caruggi del paese, nasce Aedicula Raffaella Cortese, un luogo che intende promuovere un approccio intimo all’arte, lontano dai grandi centri urbani e rispondente ad un piano espositivo ciclico e stagionale. Aedicula Raffaella Cortese propone infatti due mostre all’anno, la prima dedicata ad un artista della galleria (in autunno-inverno) e la seconda ad un artista appartenente ad una generazione più giovane, in collaborazione con la galleria che lo rappresenta. 

## Fiere
Fin dal 1996, secondo anno di attività, Galleria Raffaella Cortese ha partecipato con costanza a una selezione di fiere d’arte contemporanea, prima nazionali (Miart, Artissima, Artefiera), poi europee e americane (Fiac, ARCO, Art Basel, Frieze, ArtGenève, Paris + par Art Basel). Dal 2019 Raffaella Cortese è membro del comitato di selezione di Artissima.

## Collaborazioni istituzionali ed editoriali
Le collaborazioni museali sono sempre state frequenti e costanti, con istituzioni nazionali e internazionali, fra le quali: la mostra personale di Roni Horn al Castello di Rivoli, Torino (Roni Horn, 2000); la mostra personale Marcello Maloberti al MACRO – Museo d’Arte Contemporanea di Roma (Blitz, 2012); l’acquisizione dell’opera fotografica Entrevidas (Between Lives) from Photopoemaction series (1981/2000) di Anna Maria Maiolino da parte del Museo Reina Sofia di Madrid nel 2012; l’acquisizione dell’opera video The Unseen Looks Like Something You Have Never Seen (2011) di Michael Fliri da parte di Museion, Bolzano nel 2012; la mostra personale di Joan Jonas alla Fondazione Pirelli HangarBicocca, Milano, (Light Time Tales, 2014); l’acquisizione dell’opera fotografica Untitled (Burial Pyramid) (1974-2010) di Ana Mendieta da parte della Galleria Nazionale d’Arte Moderna e Contemporanea di Roma nel 2014; la donazione della gouache Rhomb (N. 1) (2015) di Silvia Bächli dagli Amici del Centre Pompidou, International Circle, al Centre Georges Pompidou nel 2017; l’acquisizione dell’opera Mirror Pieces Installation II (1969/2015) di Joan Jonas da parte della Kunsthaus Zurich, Zurigo, nel 2017; l’acquisizione del dipinto Moore Oklahoma 2013 (2017) di Monica Bonvicini da parte del Museo BPS22 di Charleroi nel 2018; la mostra personale di Miroslaw Balka in Fondazione Pirelli HangarBicocca, Milano (CROSSOVER/S, 2017); la mostra personale di Franco Vimercati all’Istituto Italiano di Cultura di Madrid (Franco Vimercati: la fotografia, la vita. Un dialogo con Giorgio Morandi, 2019); l’acquisizione dell’opera video A Needle Woman-Kitakyushu (1999) di Kimsooja da parte del Museo Cantonale di Belle Arti di Losanna nel 2018; l’acquisizione dell’opera fotografica Off the Shelf: Art, Education, Activism (2018) di Martha Rosler da parte del ZKM – Zentrum für Kunst und Medien di Karlsruhe nel 2018; la mostra personale di Anna Maria Maiolino al PAC – Padiglione d’Arte Contemporanea di Milano nel (O AMOR SE FAZ REVOLUCIONÁRIO, 2019) e alla Whitechapel Gallery di Londra (Making Love Revolutionary, 2019); la mostra personale di Monica Bonvicini alle OGR – Officine Grandi Riparazioni di Torino (As Walls Keep Shifting, 2019); la mostra personale di Yael Bartana alla FMAV – Fondazione Modena Arti Visive (Cast Off, 2019); la mostra personale di Simone Forti alla Fondazione ICA Milano (Vicino al Cuore / Close to the Heart, 2019); la donazione della video-installazione Bottom (1973) di Simone Forti da parte della Fondazione per l’Arte Moderna e Contemporanea CRT alla GAM – Galleria Civica d’Arte Moderna e Contemporanea di Torino nel 2019.  
Il 2021 è un anno molto attivo per la galleria: viene organizzata la mostra personale di Monica Bonvicini al Kunstmuseum di Winterthur (NOT FOR YOU) e la personale di Anna Maria Maiolino al Kunsthaus Baselland, Basilea (In the sky I am one and many and as a human I am everything and nothing, 2021). Anna Maria Maiolino nello stesso anno viene inclusa nella mostra collettiva SENZAMARGINE al museo MAXXI di Roma, che porta all'acquisizione di due sue opere: la scultura in ceramica raku Untitled (2015) e il lavoro fotografico Aos Poucos (Little by Little), série Fotopoemação (from the series Photopoemaction) (2005). Sempre nel 2021, Simone Forti è protagonista della prima grande mostra a lei dedicata in un museo italiano: il Centro per l'arte contemporanea Luigi Pecci di Prato, in collaborazione con Galleria Raffaella Cortese, realizza la mostra New Animations, a cura di Luca Lo Pinto e Elena Magini; con la collaborazione del PAC di Milano, viene organizzata la prima mostra personale in Italia di Luisa Lambri, nel museo stesso e dal titolo Autoritratto; sono acquisite l'opera Flawless Decoys (2017) di Joan Jonas da parte del Centre national des arts plastiques (Cnap) di Parigi e le fotografie e il video di Marcello Maloberti da parte del Centro Pecci di Prato, nati dalla performance RAID da lui creata per il museo nel 2018; Jessika Stockholder cura alle OGR di Torino la mostra Cut a rug a round square, con opere provenienti dalla Fondazione “la Caixa” di Barcellona e dalla Fondazione per l’Arte Moderna e Contempora nea CRT di Torino.  
Il 2022 vede realizzarsi altrettanti progetti espositivi importanti: la mostra personale Along Long Lines di Silvia Bächli al Weserburg Museum für moderne Kunst di Bremen, in Germania; l'acquisizione da parte del Comune di Milano di due sculture di arte pubblica che Kiki Smith realizza per il parco ArtLine della città, che l'artista intitola Guardiane; la personale I do you di Monica Bonvicini alla Neue Nationalgalerie di Berlino; la prima mostra nell’intera carriera di Marcello Maloberti esclusivamente dedicata al suo ciclo di opere MARTELLATE, esposte nello spazio Impluvium della Triennale di Milano; la presentazione di The Inverted Pool di Nazgol Ansarinia all'interno del progetto costituito da quattro mostre personali – dal titolo C(to the power of)4 – al Kunstmuseum Liechtenstein, curato da Letizia Ragaglia;   
Il 2023 si apre con un progetto molto importante e significativo, soprattutto per la città di Milano, per i suoi abitanti e per chi la visita: la donazione del neon INVITAMI NOTTE A IMMAGINARE LE STELLE di Marcello Maloberti alla Fondazione Memoriale della Shoah di Milano ONLUS. L’opera site-specific è stata realizzata con il coinvolgimento della senatrice a vita Liliana Segre, superstite e portavoce di tutte le vittime della Shoah, e svelata al pubblico venerdì 27 gennaio 2023 in diretta su Rai1 nell’ambito dell’evento televisivo esclusivo Binario 21, condotto da Fabio Fazio. Nello stesso anno si tiene l'importante mostra personale di Roni Horn al Centro Botín di Santander, in Spagna; viene poi organizzato con la collaborazione di Martina Corgnati il primo evento dedicato all'arte contemporanea all'interno della milanese Fondazione Insula Felix, in quella che era la casa di sua madre Milva, dove Marcello Maloberti realizza un happening intitolato W MILVA; viene presentata al pubblico la prima la prima grande mostra a Roma di Franco Vimercati, all'interno della Galleria Nazionale d’Arte Moderna e Contemporanea, riuscita grazie alla collaborazione con l’Archivio Franco Vimercati e la Galleria Raffaella Cortese e curato da Susan Bright; la mostra collettiva PERFORMING PAC. Dance Me To The End Of Love al PAC – Padiglione di Arte Contemporanea di Milano è l'occasione di presentare per la prima volta in Italia il lavoro video Malka Germania di Yael Bartana; dopo essere stato esposto al Jewish Museum Berlin nel 2021 e nel 2022 presso Art Basel Unlimited e il Contemporary Arts Center Gallery di Irvine (USA). 
Diversi progetti realizzati con case editrici per la pubblicazione di libri d’artista, cataloghi e monografie, fra i quali: Roni Horn, Catalogs, artist’s books and monographs, 2004, pubblicato da Edizioni Periferia, A+M Bookstore Edizioni, Christophe Daviet-Thery e Galleria Raffaella Cortese; l’artist book di Kiki Smith, Diary, 2005, pubblicato da Fondazione Querini Stampalia e Galleria Raffaella Cortese; Martha Rosler, Service, A Trilogy on Colonization, 2014, un’edizione limitata pubblicata da Postmedia Books, Milano, in collaborazione con Galleria Raffaella Cortese; L’orso allo specchio di Simone Forti, pubblicato da Kunstverein Publishing, Milano e Vleeshal, Middleburg con il supporto di Fondazione ICA, Milano e Galleria Raffaella Cortese e Franco Vimercati. Un minuto di fotografia, 2020, pubblicato da Archivio Franco Vimercati e Galleria Raffaella Cortese con Quodlibet. Nel 2021 Galleria Raffaella Cortese e Green Art Gallery collaborano assieme per pubblicare con la casa editrice Hatje Cantz una monografia dedicata a Nazgol Ansarinia, contenente numerosi testi di critici e curatori che riflettono e ripercorrono la pratica dell’artista iraniana. Il 2023 è l'anno della realizzazione del catalogo dedicato alla figura di Franco Vimercati, nato in concomitanza della sua mostra personale alla Galleria Nazionale d'Arte Moderna e Contemporanea di Roma, edito da Tlon e con testi di Doris Von Drathen e Saretto Cincinelli, oltre ad una prefazione di Susan Bright. 
Il programma della galleria ha sempre proposto talk e lecture: per esempio, la conversazione fra Francesco Arena e il filosofo Marco Senaldi durante il finissage della prima mostra dell’artista in galleria (nel 2015) e la presentazione del libro Artisti di carta. Territori di confine tra arte e letteratura (Postmedia Books, Milano, 2016) a cura dello storico dell’arte Roberto Pinto in conversazione con lo scrittore e curatore Gianluigi Ricuperati (nel 2017). Importante è anche il rapporto con gli studenti e gli insegnanti: Laura Cherubini invita Joan Jonas all’Accademia di Belle Arti di Brera (Milano) nel 2010 e due anni dopo Michael Fliri in conversazione con Asta Gröting, Marco Scotini invita Barbara Casavecchia e William E. Jones alla NABA (Nuova Accademia di Belle Arti, Milano) nel 2018. 
Dal 2001 al 2005 Raffaella Cortese è Vicepresidente dell’Angamc - Associazione Nazionale Gallerie d’Arte Moderna e Contemporanea. La galleria è fra i membri della Milano Art Community, piattaforma online e mappa cartacea che informa i cittadini e i turisti di Milano sull’attività dei suoi più significativi luoghi d’arte contemporanea.
Dal 2020 Galleria Raffaella Cortese fa parete di ITALICS, il consorzio che riunisce settanta tra le più autorevoli gallerie italiane d’arte contemporanea, moderna o antica, per promuovere il territorio della penisola attraverso mostre e interventi testuali.